# 绿茶婊
绿茶婊是中国大陆网络流行语，是指外表清純、但靠引誘男性甚至出賣肉體獲得名利的女性，是一種歧视语，词源不可考。于2013年春海南三亞舉辦的「海天盛筵」展覽會使该词走紅網絡，当时参加的嫩模陪睡3天可得報酬人民幣60萬元，网友便发明「綠茶婊」一词，以讥讽有心機的女性，其使用範圍已超越海天盛筵事件。然而为何使用“绿茶”形容则不可考。由於“婊”字不雅，這個詞語在香港無綫電視劇集《好日子》被委婉成了「綠茶妖」。2016年《新华社新闻信息报道中的禁用词和慎用词》中，“绿茶婊”列入38个不文明用语之一。
「绿茶婊」一詞的使用會引起爭議、甚至會引起法律糾紛，批評方認為該詞是在污名化女性。例如愛奇藝的一則視頻曾經將一位網絡模特稱為「绿茶婊」。該模特不服，於是起訴愛奇藝。法院庭审时，爱奇艺辩称，涉案视频已经删除，内容只是网友对模特的客观评价。2015年12月23日，北京市海淀区人民法院认为，「绿茶婊」为人格贬损性词汇，愛奇藝的視頻侵犯了原告的名誉权，判決爱奇艺删除涉案视频、並賠償模特人民幣8.24万元。所以，現時中国大陆網路環境普遍簡略以「綠茶」來借代這類人；對於比「綠茶」還要「綠茶」的「進階版」，有時會稱為「作精」。